# Nenad Bjelica
Nenad Bjelica (* 20. August 1971 in Osijek, SFR Jugoslawien) ist ein ehemaliger kroatischer Fußballspieler und derzeitiger -trainer. 
Zu Bjelicas größten Erfolgen als Spieler gehört die Wahl zu Kroatiens Fußballer des Jahres im Jahr 2000. Als Trainer qualifizierte er sich zwei Mal für die UEFA Champions League (in der Saison 2013/14 mit FK Austria Wien und 2019/20 mit Dinamo Zagreb), gewann mit dem Wolfsberger AC sowohl die Regionalliga Mitte als auch die 2. Liga (Österreich) und konnte mit Dinamo Zagreb in zwei Jahren Amtszeit insgesamt vier Titel gewinnen. Dazu gehören der erste Platz in der 1. HNL in den Spielzeiten 2017/18 und 2018/19, der erste Platz im Kroatischen Fußballpokal (2017/18) und schließlich der Kroatische Fußball-Supercup 2019.

## Spielerkarriere
Er begann seine Spielerkarriere bei seinem Heimatverein NK Osijek, wo er von 1990 bis 1992 in der Profimannschaft spielte. Sein erster Weg ins Ausland ging nach Spanien – dort spielte er von 1993 bis 1996 bei Albacete Balompié und von 1996 bis 1997 bei Betis Sevilla. Nach den Saisonen auf der iberischen Halbinsel ging er zum Jahreswechsel 1997/98 auf die Kanarischen Inseln zu UD Las Palmas, wo er bis zum Sommer 1999 blieb. In der Saison 1999/2000 spielte er wieder bei NK Osijek in seiner kroatischen Heimat. Dort wurde er nach einer herausragenden Herbstsaison im Jahr 2000 zu Kroatiens Fußballer des Jahres 2000 gewählt.
Nur ein Jahr später wechselte er nach Deutschland zum 1. FC Kaiserslautern, mit dem er im Jahr 2001 im UEFA-Pokal-Halbfinale stand. Der beidfüßige Mittelfeldspieler wechselte 2004 nach Österreich zum VfB Admira Wacker Mödling, wo am Ende der Saison 2005/06 jedoch nur ein enttäuschender letzter Tabellenplatz erreicht wurde und der Klub den Gang in die zweite Liga antreten musste. Bjelica wechselte deshalb im Sommer 2006 nach Klagenfurt am Wörthersee zum FC Kärnten, wo er gleich beim ersten Heimspiel drei Treffer erzielte. Am 15. September 2007 löste der Mannschaftskapitän der Kärntner seinen bisherigen Trainer Richard Huber ab und war bis zur Beendigung der Saison 2007/08 Spielertrainer beim Verein.

### Nationalmannschaft
Bjelica spielte zwischen 2001 und 2004 neunmal für die kroatische Nationalmannschaft. Er debütierte 2001 bei einem 1:0-Freundschaftsspielsieg gegen Österreich und konnte sogar bei der Fußball-Europameisterschaft 2004 in Portugal zwei Einsätze gegen jeweils die Schweiz und Frankreich sammeln.

## Trainerkarriere
Seine Trainerkarriere begann Bjelica als Spielertrainer in der Saison 2007/08 beim FC Kärnten. Mit dem Abstieg in die drittklassige Regionalliga trat er als Spieler zurück und war bis zur Einstellung des Spielbetriebs des finanziell angeschlagenen Vereins im Frühjahr 2009 nur noch Trainer. Danach trainierte Bjelica die Mannschaft des FC Lustenau, welche er im zweiten Teil der Saison 2008/09 vor dem Abstieg aus der Ersten Liga rettete. Trotz eines guten Starts in die nächste Spielzeit endete nach einigen schwächeren Partien für Bjelica vor Jahresende die Zeit in Lustenau.
Im Sommer 2010 wechselte Bjelica zurück nach Kärnten und übernahm den Wolfsberger AC in der Regionalliga Mitte. Mit den Kärntnern schaffte er den historischen Durchmarsch in die Österreichische Bundesliga: in der Saison 2009/10 schaffte man zunächst den Aufstieg in die 2. Liga, woraufhin in der Saison 2011/12 der erste Platz und somit der Aufstieg in Österreichs höchste Spielklasse gesichert werden konnte. In der Spielzeit 2012/13 verpasste er mit seiner Mannschaft nur knapp die Qualifikation für die UEFA Europa League.
Am 17. Juni 2013 wurde Bjelica als neuer Trainer der Wiener Austria präsentiert. Wegen einer mündlichen Vereinbarung mit Wolfsbergs Präsident Dietmar Riegler konnte er für eine Ablösesumme von 350.000 Euro nach Favoriten wechseln. Bjelica führte die Austria im Sommer 2013 nach einem Sieg in der finalen Qualifikationsrunde gegen Kroatiens Meister Dinamo Zagreb in die erste UEFA Champions-League-Gruppenphase der Vereinsgeschichte. In der Meisterschaft enttäuschte der regierende Meister allerdings aufgrund der Belastung in der Herbstsaison und lag nach 23 Runden nur auf dem fünften Rang. Nach einem Heimremis gegen den SC Wiener Neustadt wurde Bjelica am 16. Februar 2014 als Cheftrainer der Wiener Austria beurlaubt.
Im Juni 2014 wurde Bjelica neuer Trainer bei Spezia Calcio in der italienischen Serie B. Nach einer erfolgreichen ersten Saison mit dem fünften Platz in der Meisterschaft, dem ein knappes Ausscheiden in der ersten Runde des Playoffs zur Serie A folgte, wurde Bjelica im November 2015 nach sieben sieglosen Spielen und dem Absturz auf den 15. Tabellenplatz von seinen Aufgaben entbunden. Im August 2016 wurde Bjelica Trainer beim polnischen Erstligisten Lech Posen. Er übernahm die Mannschaft nach einem missglückten Saisonstart, bei dem sie in nur sieben Spielen zwei Siege erringen konnte und beendete die Spielzeit 2016/17 auf dem dritten Platz, nur zwei Punkte hinter dem Meister Legia Warschau. Am Ende seiner zweiten, ebenso erfolgreichen Saison in Polen wurde der kroatische Fußballtrainer zwei Runden vor Saisonschluss, als sich seine Mannschaft erneut auf dem dritten Platz befand, im Mai 2018 entlassen.
Nur wenige Tage nach seiner Entlassung beim polnischen Topklub wurde Nenad Bjelica neuer Trainer beim kroatischen Serienmeister Dinamo Zagreb, mit dem er in der letzten Runde der Saison 2017/18 den ersten Platz in der 1. HNL bestätigen und wenige Tage später auch den Kroatischen Fußballpokal gewinnen konnte. Zu Beginn der neuen Saison verpasste man nur knapp den Einzug in die UEFA Champions League, erreichte aber in einer UEFA-Europa-League-Gruppe mit Fenerbahçe Istanbul, RSC Anderlecht und Spartak Trnava den ersten Platz, wodurch der erste Einzug in die KO-Phase eines internationalen Turniers nach fünfzig Jahren gefeiert wurde – Bjelica und seine Mannschaft besiegten weiters den tschechischen Meister Viktoria Pilsen und scheiterten erst eine Runde später gegen Benfica Lissabon. Die historische Saison wurde mit einem dominanten Meistertitel beendet. Im Sommer 2019 erreichte der kroatische Meister schließlich auch die Gruppenphase der UEFA Champions League, wo Manchester City, Schachtar Donezk und Atalanta Bergamo warteten. Trotz eines 4:0-Triumphs gegen den italienischen Vorjahresdritten in der Serie A im Auftaktspiel der Gruppenphase, beendete Dinamo Zagreb die europäische Spielzeit auf dem vierten Platz mit fünf Punkten – dem besten Resultat des Klubs in einer Champions-League-Gruppe im 21. Jahrhundert. Bjelicas Zeit bei Dinamo Zagreb endete schließlich im April 2020, obwohl sich die Mannschaft auf dem ersten Platz in der 1. HNL befand.
Im September desselben Jahres unterschrieb Bjelica einen Vertrag bei seinem Heimatverein NK Osijek, der einen missglückten Start in die neue Saison hingelegt hatte. Die Spielzeit 2020/21 beendete der kroatische Traditionsklub auf dem zweiten Platz mit einer Reihe an gebrochenen Vereinsrekorden, vom besten Ligaresultat in der Klubgeschichte mit 77 Punkten bis zur niedrigsten Anzahl an zugelassenen Toren mit 23 Treffern. In der nächsten Saison war Bjelica mit seiner Mannschaft erneut auf Meisterkurs, musste sich allerdings mit dem dritten Platz aufgrund eines schwächeren Saisonschlusses zufriedengeben. Die schwache Form übertrug sich ebenfalls auf den Beginn der Spielzeit 2022/23 – nach einem Sieg gegen den Rivalen Hajduk Split und dem vermeintlichen Start einer positiven Serie wurde Bjelica dennoch Ende August 2022 entlassen.
Im darauffolgenden Jahr wurde Nenad Bjelica am 18. April als neuer Trainer des türkischen Vorjahresmeisters Trabzonspor präsentiert. In den verbleibenden acht Spielen der Saison holte die Mannschaft vier Siege und vier Niederlagen und beendete die Spielzeit auf dem sechsten Tabellenplatz: Bjelica wurde zum ersten Trainer seit der Saison 2001/02, der alle seiner ersten drei Heimspiele in der Süper Lig gewann und Trabzonspor erzielte zum ersten Mal in seiner Geschichte in drei aufeinanderfolgenden Spielen mindestens vier Tore. In der Saison 2023/24 musste man sich in acht Spielen ebenfalls mit vier Siegen und vier Niederlagen zufriedengeben, wobei das wichtigste Spiel ein 3:0-Heimsieg gegen Beşiktaş Istanbul war. Im Oktober 2023 trennten sich Bjelica und Trabzonspor nach knapp sechs Monaten Zusammenarbeit.
Ende November 2023 übernahm Bjelica den 1. FC Union Berlin als Nachfolger von Urs Fischer. Die Berliner Mannschaft befand sich nach dem 12. Spieltag der Saison 2023/24 mit sieben Punkten auf dem 17. Platz und war wettbewerbsübergreifend mit der UEFA Champions League und dem DFB-Pokal seit 15 Spielen sieglos. Am 24. Januar 2024 erhielt er beim Bundesligaspiel zwischen Union Berlin und dem FC Bayern München in der Münchner Allianz Arena eine Rote Karte aufgrund einer Tätlichkeit an Leroy Sané. Der DFB sperrte Bjelica am 25. Januar 2024 für die folgenden drei Spiele und verhängte eine Strafe von 25.000 Euro. Bjelica konnte die Unioner zunächst stabilisieren, sodass man nach dem 27. Spieltag auf dem 12. Platz stand und 9 Punkte Vorsprung auf den Relegationsplatz und 10 Punkte Vorsprung auf den ersten Abstiegsplatz hatte. Nach vier Niederlagen und einem Unentschieden aus den folgenden fünf Spielen trennte sich der Verein zwei Spieltage vor dem Ende der Saison 2023/24 wieder von Bjelica. Die Mannschaft war auf den 15. Platz abgerutscht und hatte nur noch einen Punkt Vorsprung auf den Relegationsplatz und sechs Punkte Vorsprung auf einen Abstiegsplatz.
Ende September 2024 übernahm er zum zweiten Mal Dinamo Zagreb, der sich zuvor nach einer 2:9-Niederlage beim FC Bayern München im ersten Spiel der Champions League 2024/25 von Sergej Jakirović trennte. Ende Dezember 2024 endete das Engagement.

## Trainerstatistiken
| Verein             | Beginn             | Ende              | Statistik | Statistik | Statistik | Statistik | Statistik | Statistik    |
| Verein             | Beginn             | Ende              | Sp.       | S         | U         | N         | S %       | Bemerkeungen |
| ------------------ | ------------------ | ----------------- | --------- | --------- | --------- | --------- | --------- | ------------ |
| FC Kärnten         | 15. September 2007 | 1. Februar 2009   | 41        | 17        | 11        | 13        | 41,46     |              |
| FC Lustenau 07     | 18. März 2009      | 11. Dezember 2009 | 31        | 12        | 8         | 11        | 38,71     | [ 37 ]       |
| Wolfsberger AC     | 10. Mai 2010       | 17. Juni 2013     | 124       | 56        | 29        | 39        | 45,16     | [ 38 ]       |
| FK Austria Wien    | 17. Juni 2013      | 16. Februar 2014  | 35        | 12        | 10        | 13        | 34,29     | [ 39 ]       |
| Spezia Calcio      | 23. Juni 2014      | 22. November 2015 | 61        | 25        | 18        | 18        | 40,98     | [ 40 ]       |
| Lech Posen         | 30. August 2016    | 10. Mai 2018      | 78        | 41        | 21        | 16        | 52,56     | [ 41 ]       |
| Dinamo Zagreb      | 15. Mai 2018       | 16. April 2020    | 101       | 73        | 15        | 13        | 72,28     |              |
| NK Osijek          | 5. September 2020  | 29. August 2022   | 90        | 51        | 23        | 16        | 56,67     |              |
| Trabzonspor        | 18. April 2023     | 12. Oktober 2023  | 16        | 8         | 0         | 8         | 50,00     | [ 42 ]       |
| 1. FC Union Berlin | 27. November 2023  | 6. Mai 2024       | 22        | 6         | 6         | 10        | 27,27     | [ 43 ]       |
| Insgesamt          | Insgesamt          | Insgesamt         | 599       | 301       | 141       | 157       | 45,94     |              |

## Auszeichnungen

### Spielerkarriere

#### Persönliche Auszeichnungen
- Kroatiens Fußballer des Jahres: 2000

### Trainerkarriere

#### Persönliche Auszeichnungen
- 1. HNL Fußballtrainer des Jahres (3): 2018/19, 2019/20, 2020/21
- SN Sportsperson des Jahres: 2019

#### Österreich
- Regionalliga Mitte: 2009/10
- Österreichischer Zweitligameister: 2011/12

#### Kroatien
- Kroatischer Meister (2): 2017/18, 2018/19
- Kroatischer Pokalsieger: 2017/18
- Kroatischer Supercupsieger: 2019